# Peter Georg Mezger
Peter Georg Mezger (* 16. November 1928 in Lindau (Bodensee); † 9. Juli 2014) war ein deutscher Astronom und Direktor am Max-Planck-Institut für Radioastronomie in Bonn.
Mezger schloss ein Studium der Physik an der Technischen Universität München 1954 mit dem Diplom ab. 1955 ging er an die Universität Bonn, wo er mit Empfängerentwicklungen für das Radioteleskop auf dem Stockert zum Aufbau der Radioastronomie beitrug. Zur Entwicklung rauschärmerer Verstärker wechselte er zeitweise ans Zentrallabor von Siemens in München. 1963 wurde er von der Technischen Universität Darmstadt zum Dr. Ing. promoviert.
Während seiner Tätigkeit am National Radio Astronomy Observatory in Green Bank fanden insbesondere seine Arbeiten zu Radiorekombinationslinien ionisierten Gases in der Nähe junger Sterne Beachtung. 1969 wurde er als wissenschaftliches Mitglied und Direktor ans Max-Planck-Institut für Radioastronomie in Bonn berufen. Das damals neue 100 m – Teleskop in Effelsberg nutzte er zu Untersuchungen der kosmischen Heliumhäufigkeit, des galaktischen Zentrums und für vielfältige Studien des Interstellaren Mediums.
Große Aufmerksamkeit widmete Mezger der Fortentwicklung der Radioastronomie hin zu höheren Frequenzen. Hier war er wesentlich beteiligt an der Etablierung von Observatorien wie IRAM, dem Heinrich-Hertz-Teleskop und SOFIA, sowie an der Entwicklung empfindlicher Bolometerkameras für den mm-Wellenlängenbereich.
Peter Georg Mezger wurde 1989 als Mitglied in die Deutsche Akademie der Naturforscher Leopoldina, sowie in die Academia Europaea, aufgenommen.